# Cyrtosia integra
Cyrtosia integra är en orkidéart som först beskrevs av Robert Allen Rolfe och Dorothy Downie, och fick sitt nu gällande namn av Leslie Andrew Garay. Cyrtosia integra ingår i släktet Cyrtosia, och familjen orkidéer. Inga underarter finns listade i Catalogue of Life.